# كريستوفر رالف
كريستوفر رالف (بالإنجليزية: Christopher Ralph) (و. 1977 – م) هو ممثل، وممثل أفلام، من كندا، ولد في سانت جونز.

## التعليم
تعلم في جامعة ميموريال في نيوفاوندلاند.

## وصلات خارجية
- كريستوفر رالف على موقع IMDb (الإنجليزية)
- كريستوفر رالف على موقع قاعدة بيانات الفيلم (الإنجليزية)